# Ted Kennedy

Escudo de Armas de la familia Kennedy.

Edward Moore «Ted» Kennedy (Boston, 22 de febrero de 1932-Hyannis Port, Massachusetts, 25 de agosto de 2009) fue un abogado y político estadounidense que ejerció como senador de los Estados Unidos por Massachusetts desde 1962 hasta su muerte en 2009. Fue uno de los más prominentes miembros de la familia Kennedy, hermano menor del presidente John F. Kennedy y del también senador Robert F. Kennedy.

## Familia y juventud
Edward Kennedy era el más joven de los nueve hijos de Joseph P. Kennedy y Rose Fitzgerald Kennedy. Ingresó en la Universidad de Harvard en 1950 Fue forzado a retirarse durante dos años de Harvard en mayo de 1951 cuando lo encontraron copiando en un examen final de una clase de español. Kennedy ingresó más tarde en el ejército de los Estados Unidos, donde estuvo dos años y fue asignado a París. Volvió a entrar en Harvard posteriormente, graduándose en junio de 1956. Mientras estaba en la escuela de derecho, dirigió la campaña de reelección al Senado de su hermano John en 1958.

## Carrera política
Edward comenzó su carrera política en 1962 cuando disputó un escaño en el Senado por el estado de Massachusetts y obtuvo su primer cargo político. Al poco tiempo de tomar su asiento, el 22 de noviembre de 1963, su hermano el presidente John F. Kennedy fue asesinado en Dallas, Texas.
El 19 de julio de 1964, justo después de votar a favor de la Ley de Derechos Civiles, Kennedy voló a la convención demócrata de Massachusetts. El avión se estrelló y sufrió una fractura en la espalda y un pulmón colapsado. La cirugía le permitió volver a caminar, pero la lesión de espalda le impediría estar de pie completamente enderezado y le causaría dolor por el resto de su vida.
Inicialmente, Edward Kennedy dio su apoyo a Lyndon B. Johnson cuando amplió el papel de EE. UU. en la guerra de Vietnam. Sin embargo, él estaba cada vez más preocupado por el gran número de muertes estadounidenses y después de un viaje al país en enero de 1968, argumentó que el presidente debía exigirle un mayor protagonismo militar a Vietnam del Sur para seguir apoyándolo contra sus vecinos comunistas del Norte.

En 1968 su otro hermano Robert Kennedy, el senador de Nueva York que hacía campaña para la presidencia de los Estados Unidos, fue asesinado en Los Ángeles, California.

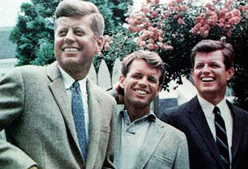
Los hermanos John, Robert y Edward

 Ted Kennedy, a la cabeza de su familia Kennedy, presidió los funerales de Bobby Kennedy en la Catedral de San Patricio, en Nueva York en junio de 1968.

## Incidente Chappaquiddick
En 1969 tuvo un accidente de automóvil en Chappaquiddick (Massachusetts), al salirse del puente por el que transitaba. Mary Jo Kopechne, que le acompañaba en el vehículo, falleció. Edward Kennedy, el conductor del automóvil, se declaró culpable de abandonar el lugar del accidente y fue condenado a dos meses de cárcel, castigo que no llegó a ejecutarse por su levedad. A pesar de ello, su imagen quedó seriamente dañada, truncando sus posibilidades de llegar a ser presidente de los Estados Unidos.

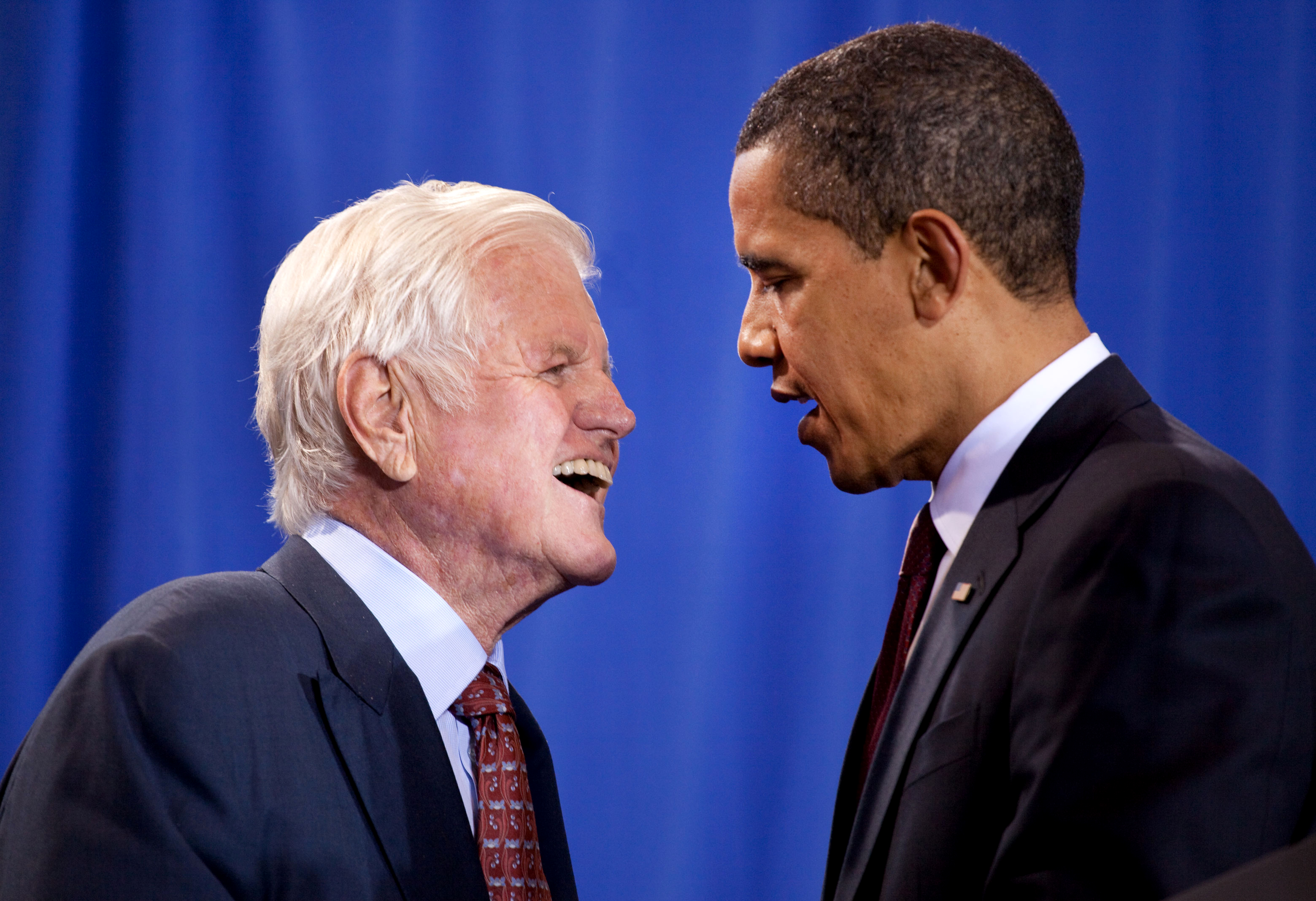
Kennedy con el presidente Obama en abril de 2009 en la Casa Blanca.

En 1980 se presentó como candidato a la presidencia por el Partido Demócrata y fue derrotado por el entonces presidente Jimmy Carter, que intentaba su reelección. Desde entonces y hasta su muerte siguió trabajando como senador por Massachusetts y tuvo un destacado papel en el Congreso. Trabajó especialmente en mejorar la educación, la situación de los inmigrantes y especialmente luchó por conseguir el objetivo de una sanidad pública para todos los ciudadanos estadounidenses. El presidente Barack Obama lo calificó como uno de los mejores legisladores de la historia del Senado. A la muerte de su centenaria madre Rose, acaecida en 1995, pasó a ser el patriarca de la familia.
Este episodio de la vida de Kennedy fue recreado en la película El escándalo Ted Kennedy (título original: Chappaquiddick; en el Reino Unido se distribuyó como The Senator) de John Curran, estrenada en 2017 y protagonizada por Jason Clarke en el papel de Ted Kennedy y Kate Mara en el de Mary Jo Kopechne.

## Enfermedad y muerte

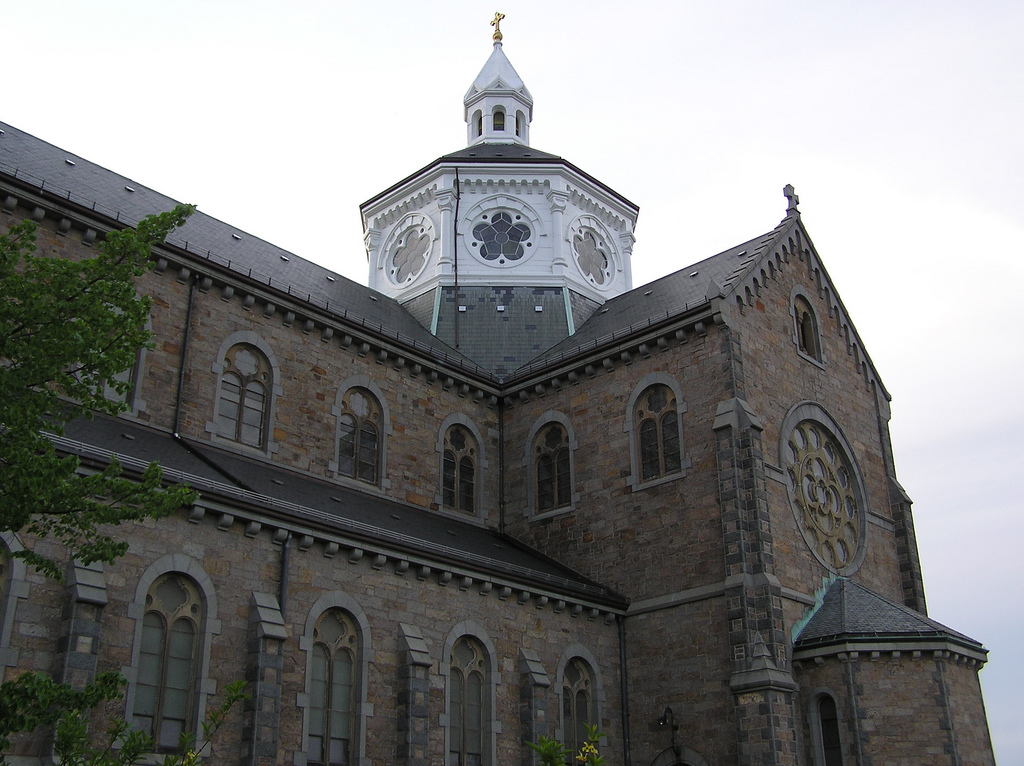
La Basílica de Nuestra Señora del Perpetuo Socorro en Boston, donde se efectuó la misa funeraria.

El 17 de mayo de 2008 ingresó en un hospital de Cape Cod de Massachusetts con síntomas de haber sufrido un derrame cerebral. Dos días después se informó de que Kennedy tenía un tumor cerebral maligno.
El 1 de junio de 2008 fue operado en el Centro Médico de la Universidad de Duke (Carolina del Norte) y tras pasar una semana en esta instalación fue al Hospital General de Massachusetts a recibir tratamiento y quimioterapia. 
Kennedy falleció el 25 de agosto de 2009 en su casa en Hyannis Port (Massachusetts), como consecuencia del tumor cerebral.
Su funeral se celebró el día 29 en la Basílica de Nuestra Señora del Perpetuo Socorro de Boston y fue presidido por el arzobispo de Boston, el cardenal Seán Patrick O'Malley. A él asistieron el presidente Barack H. Obama y su esposa Michelle, el vicepresidente Joseph Biden y su esposa, la secretaria de Estado Hillary Clinton y su esposo el expresidente Bill Clinton y los expresidentes Jimmy Carter y George W. Bush con sus respectivas esposas. El féretro de Kennedy llegó a la basílica llevado por miembros de distintos cuerpos del Ejército de los Estados Unidos y cubierto con la bandera estadounidense. Los elogios fúnebres corrieron a cargo de los dos hijos varones del senador, Edward Kennedy Jr. y Patrick Kennedy y, tras estos, del presidente Obama. Tras el funeral, los restos de Kennedy fueron trasladados a Washington, al Cementerio Nacional de Arlington, tras un recorrido por la capital -especialmente por delante del Capitolio- ante multitud de ciudadanos. Finalmente fue enterrado en Arlington en una tumba cercana a las de sus hermanos John y Robert.
Durante toda su vida, dirigió una fundación en honor a su hermano mayor muerto en combate Joseph P. Kennedy, Jr., creando una organización para crear unos monumentos en la Universidad de Lynch, perteneciente a la Universidad de Harvard.